# Quid Pro Quo (album)
Albums de Status Quo
In Search of the Fourth Chord
(2007) Bula Quo!
(2013)
Singles
1. In the Army Now (2010)
Sortie : 26 septembre 2010
2. Rock 'n' Roll 'n' You
Sortie : 20 avril 2011
3. Two Way Traffic
Sortie : 15 août 2011
4. Better Than That
Sortie : 28 novembre 2011
5. Movin' On
Sortie : 2 janvier 2012

Quid Pro Quo est le vingt-neuvième album studio du groupe de rock anglais, Status Quo. Il est sorti le 27 mai 2011 sur le label Fourth Chord Records et a été produit par Francis Rossi, Pip Williams et Mike Paxman. 

## Historique
Cet album fut enregistré dans les studios ARSIS de Francis Rossi dans le Comté de Surrey en Angleterre. Il comprend quatorze nouvelles chansons ainsi qu'un réenregistrement de leur succès de 1986, In the Army Now complété par les chœurs de l'armée britannique. On peut noter la participation d'un trio de cuivres sur la chanson Let's Rock et la participation du fils de Francis Rossi, Nick, qui assure les chœurs sur sept chansons.
L'album sera accompagné d'un deuxième compact disc contenant dix titres enregistrés en public à Melbourne le 13 mars 2010 et à Amsterdam le 19 octobre 2010.
Il se classa à la 10e place des charts britanniques et sera certifié disque d'argent. A l'exception de la reprise d'In the Army Now, 31e place, aucun autre single n'entra dans les classements musicaux.

## Liste des titres

### Disc 1
| 1.  | Two Way Traffic         | Francis Rossi, John Edwards | 3:59 |
| 2.  | Rock 'n' Roll 'n' You   | Rossi, Andy Bown            | 3:27 |
| 3.  | Dust to Gold            | Rossi, Bown, Edwards        | 4:52 |
| 4.  | Let's Rock              | Rick Parfitt, Wayne Morris  | 4:28 |
| 5.  | Can't See for Looking   | Parfitt, Bown, Edwards      | 3:55 |
| 6.  | Better Than That        | Rossi, Bob Young            | 3:18 |
| 7.  | Movin' On               | Rossi, Young                | 4:07 |
| 8.  | Leave a Little Light On | Parfitt, Morris             | 4:04 |
| 9.  | Any Way You Like It     | Bown, Edwards, Alan Crook   | 3:17 |
| 10. | Frozen Hero             | Rossi, Bown                 | 4:20 |
| 11. | Reality Cheque          | Parfitt, Edwards            | 4:06 |
| 12. | The Winner              | Rossi, Young                | 3:18 |
| 13. | It's All About You      | Rossi, Young                | 2:53 |
| 14. | My Old Ways             | Rossi, Young                | 3:04 |
| 15. | In the Army Now (2010)  | Bolland & Bolland           | 3:53 |

### Disc 2
| 1.  | Whatever You Want          | Parfitt, Bown                                | 5:12 |
| 2.  | Down Down                  | Rossi, Young                                 | 5:06 |
| 3.  | Don't Drive My Car         | Parfitt, Bown                                | 3:51 |
| 4.  | Hold You Back              | Rossi, Parfitt, Young                        | 4:38 |
| 5.  | Pictures of Matchstick Men | Rossi                                        | 2:29 |
| 6.  | Ice in the Sun             | Marty Wilde, Ronnie Scott                    | 2:14 |
| 7.  | Beginning of the End       | Rossi, Edwards                               | 4:27 |
| 8.  | Roll Over Lay Down         | Rossi, Parfitt, Alan Lancaster, John Coghlan | 5:58 |
| 9.  | Caroline                   | Rossi, Young                                 | 5:08 |
| 10. | Rockin' All Over the World | John Fogerty                                 | 4:07 |

## Musiciens
Status Quo
- Francis Rossi: chant, guitare solo
- Rick Parfitt: guitare rythmique, chant
- Andy Bown: claviers, guitare
- John Edwards: basse
- Matt Letley: batterie, percussions

Musiciens additionnels
- Bob Young: harmonica sur It's All About You
- Nick Rossi: chœurs sur les titres  2, 6, 7, 12, 13, 14
- Kick Horns: cuivres sur le Let's Rock
  - Simon Clarke: saxophone baryton
  - Tim Sanders: saxophone ténor
  - Paul Spong: trompette
- Corps of Army Music conduit par le WO Elliott Drake sur In the Army Now

## Charts et certification

### Album
Charts
| Pays                          | Durée du classement | Meilleur classement | Date         |
| ----------------------------- | ------------------- | ------------------- | ------------ |
| Allemagne (GfK Entertainment) | 7 semaines          | 13e                 | 10 juin 2011 |
| Autriche (Ö3 Austria Top 40)  | 3 semaines          | 26e                 | 10 juin 2011 |
| Belgique (V) (Ultratop)       | 3 semaines          | 61e                 | 11 juin 2011 |
| Belgique (W) (Ultratop)       | 1 semaine           | 83e                 | 11 juin 2011 |
| Écosse (Scottish Album Chart) | 4 semaines          | 8e                  | 5 juin 2011  |
| France (SNEP)                 | 1 semaines          | 157e                | 4 juin 2011  |
| Pays-Bas (MegaCharts)         | 3 semaines          | 32e                 | 4 juin 2011  |
| Royaume-Uni (UK Albums Chart) | 4 semaines          | 10e                 | 5 juin 2011  |
| Suède (Sverigetopplistan)     | 4 semaines          | 32e                 | 10 juin 2011 |
| Suisse (Schweizer Hitparade)  | 16 semaines         | 8e                  | 12 juin 2011 |

Certifications
| Pays        | Certification | Ventes   | Date            |
| ----------- | ------------- | -------- | --------------- |
| Royaume-Uni | Argent        | 60 000 + | 13 juillet 2012 |

## Single
| Single                 | Chart              | Durée du classement | Position | Date           |
| ---------------------- | ------------------ | ------------------- | -------- | -------------- |
| In the Army Now (2010) | (UK Singles Chart) | 3 semaines          | 31e      | 3 octobre 2010 |